# Михайликівський заказник
Михайликівський — гідрологічний заказник місцевого значення в Україні, об'єкт природно-заповідного фонду Полтавської області.
Розташований у Козельщинському районі Полтавської області біля села Михайлики.
Площа заказника — 400 га. Створений відповідно до Рішення Полтавського облвиконкому від 17.04.1992 р. Перебуває у віданні Михайликівської сільської ради.

## Галерея

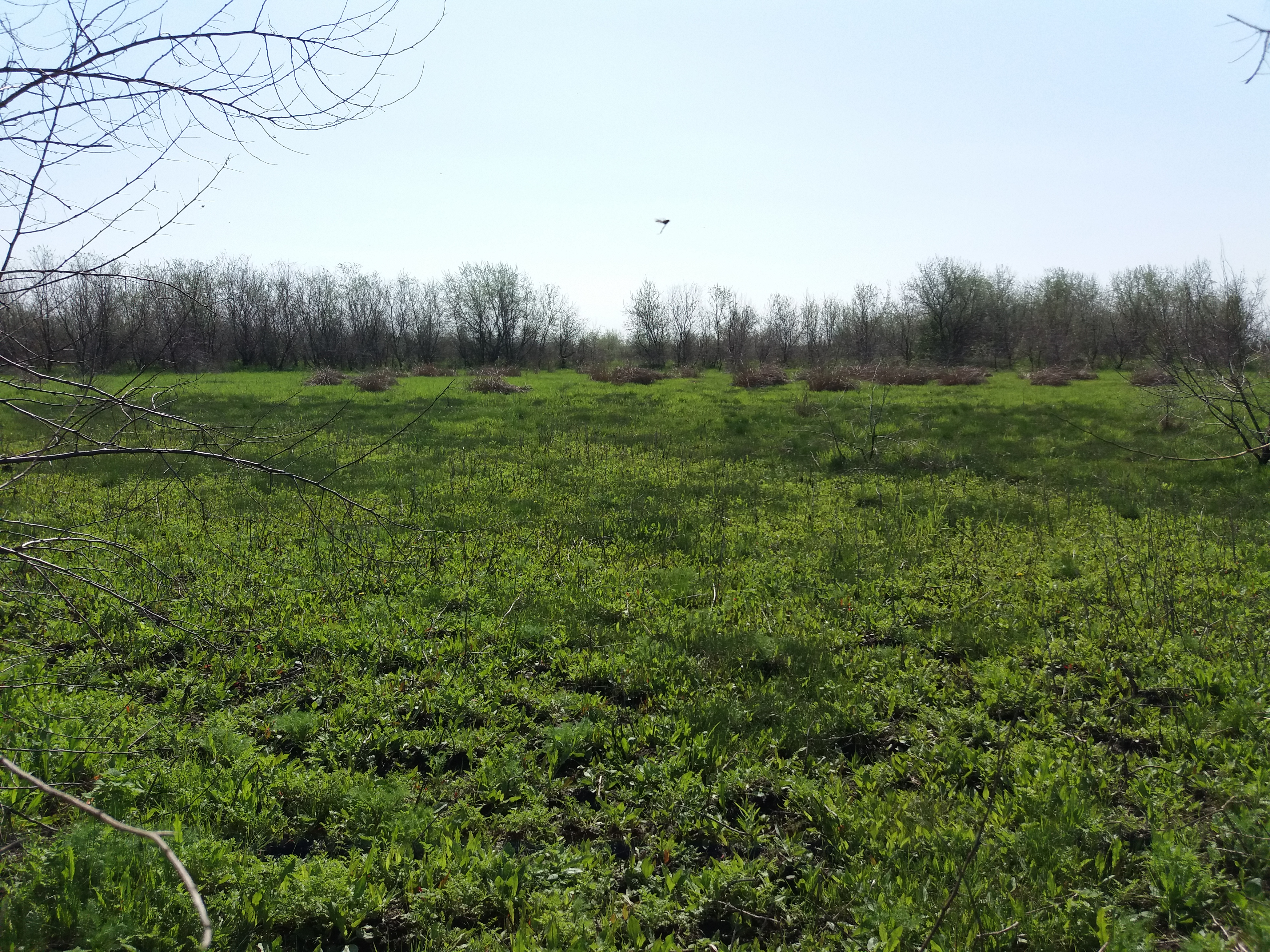
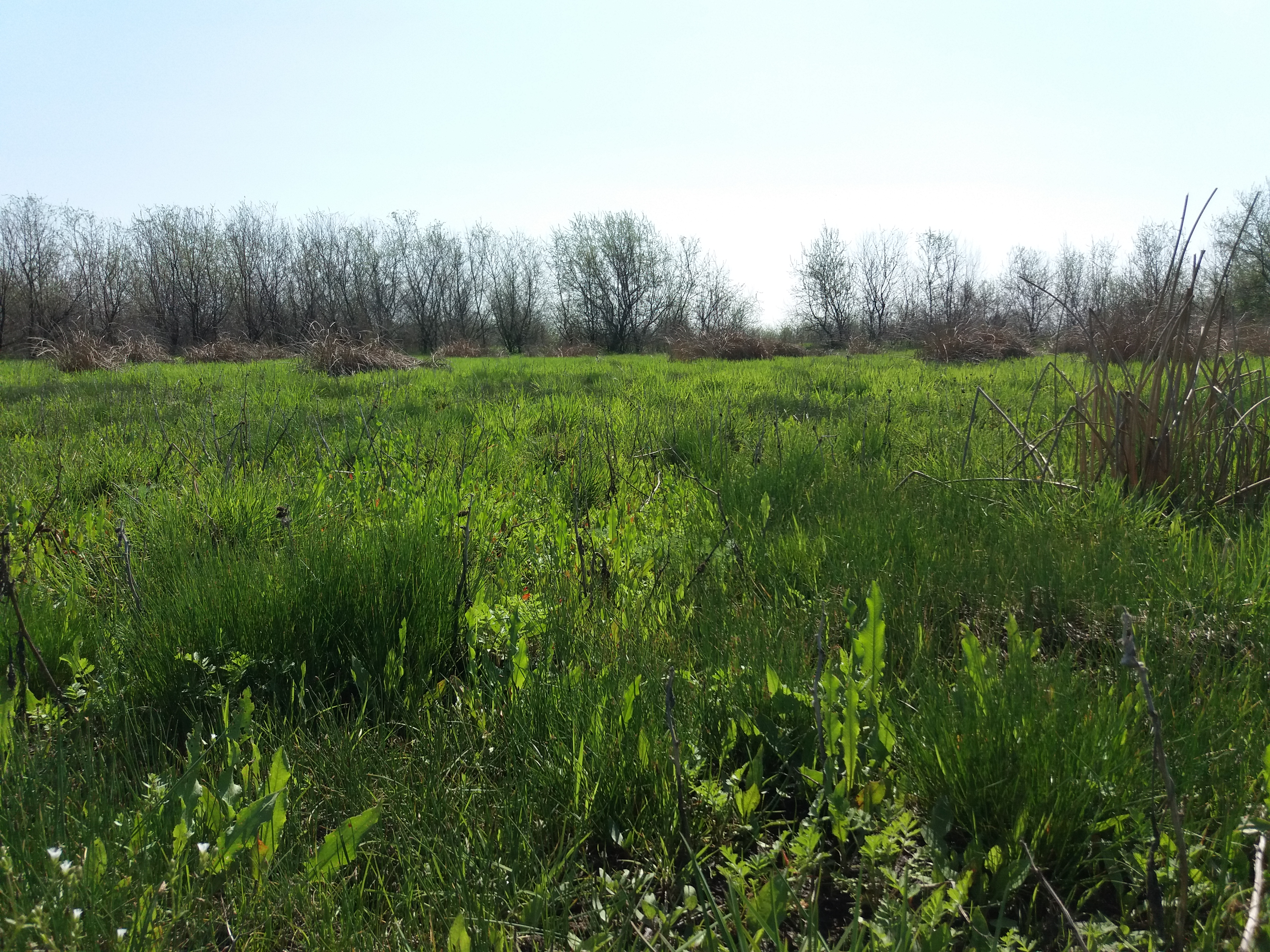
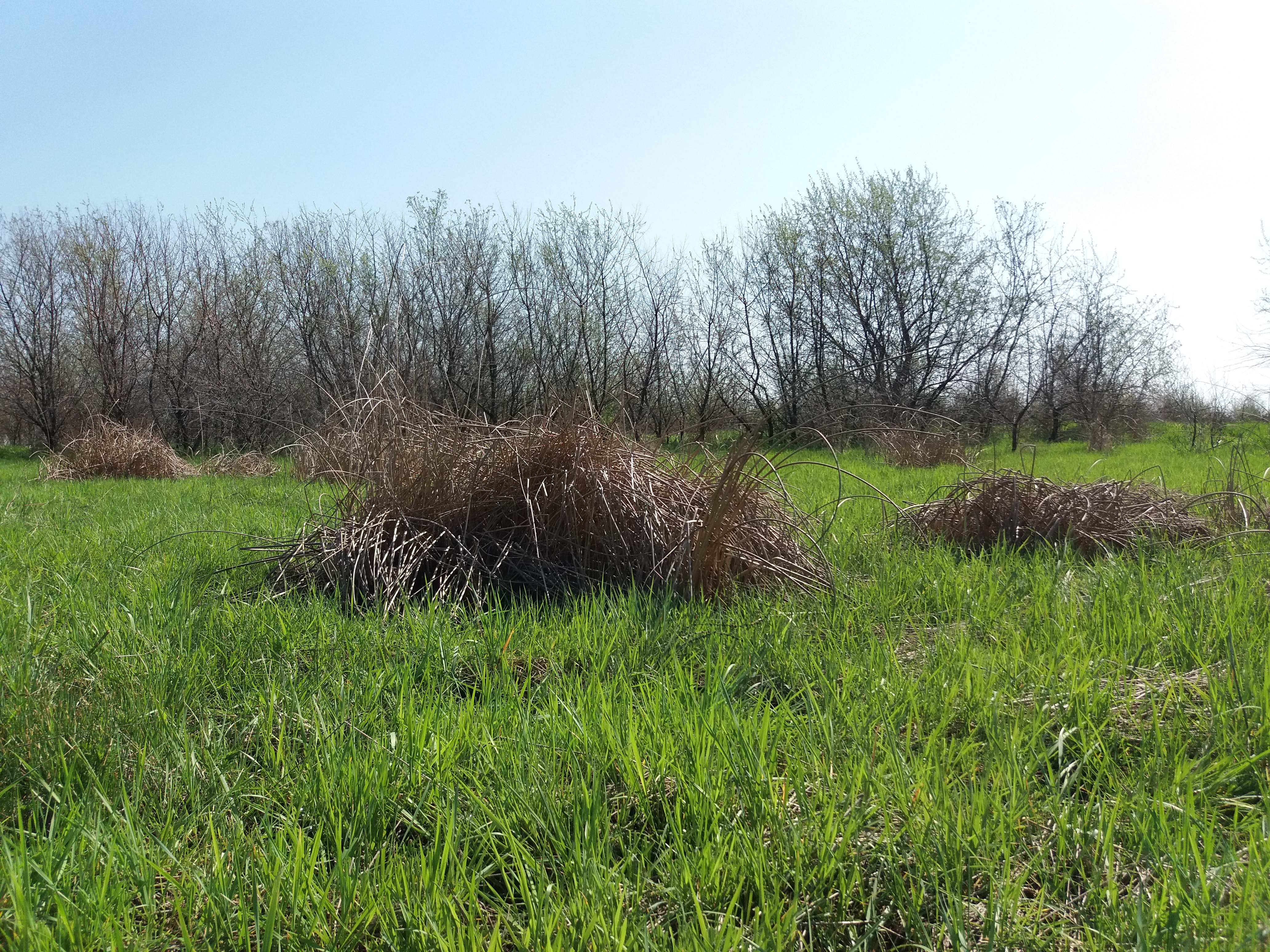
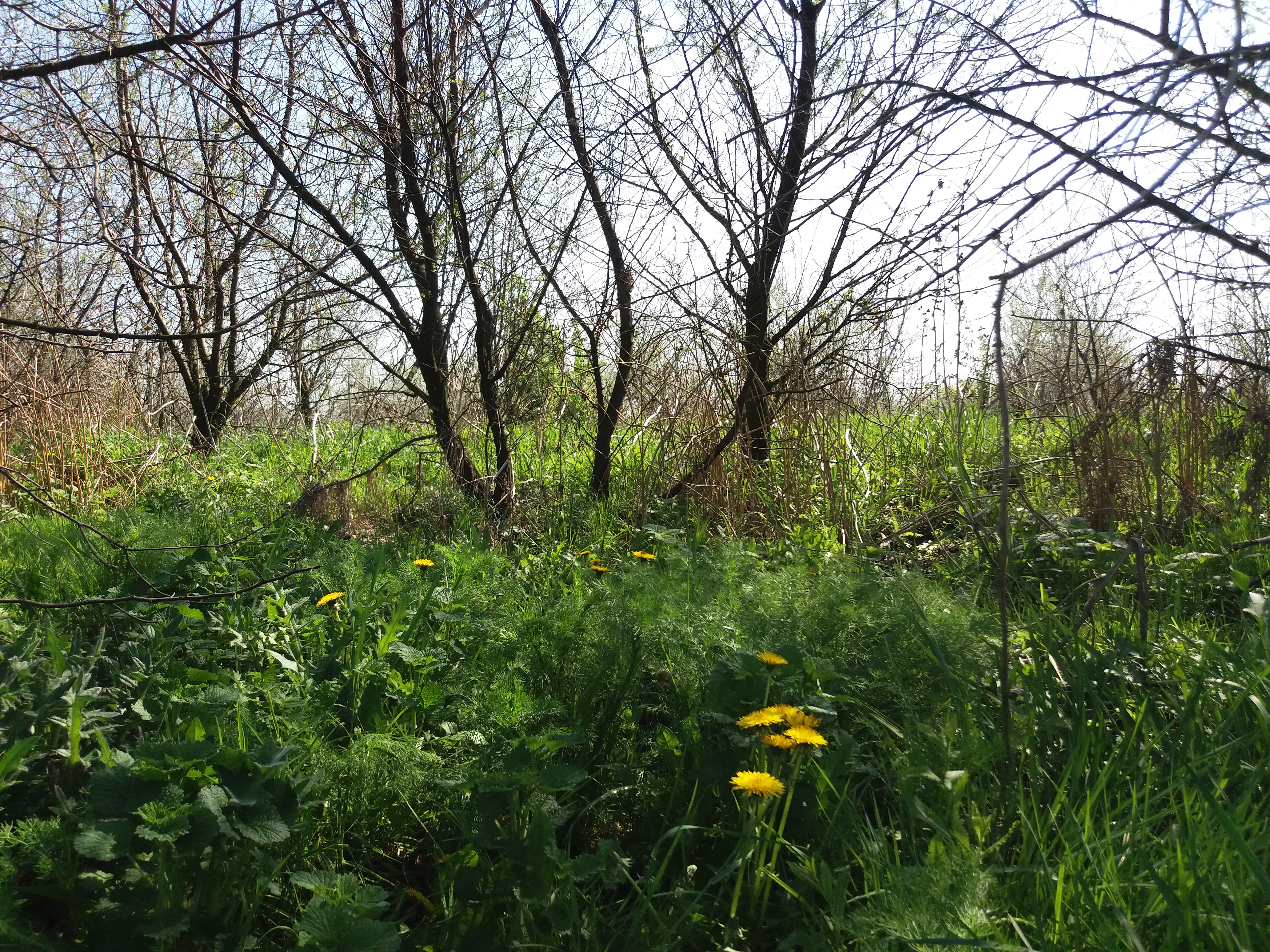